# Арнольд Лазарус
Арнольд Аллан Лазарус — южноафриканский и американский психотерапевт, автор термина «поведенческая терапия», занимавшийся изучением поведения людей. Является одним из прародителей «когнитивно-поведенческой терапии».

## Биография
Арнольд Аллан Лазарус родился 29 января 1932 года в Йоханнесбурге, Южная Африка, в еврейской семье. В 1956 году он получил с отличием степень бакалавра в университете Витватерсранда, позднее там же он получил степень магистра в 1957 году, а позднее доктора философии.

## Научная деятельность
В 1958 году Лазарус опубликовал в одном из журналов Южной Африки статью, в которой описал новую открытую им форму психотерапии. Сам он назвал ее «поведенческой терапией».
Частную практику Арнольд Лазарус начал в 1959 году в психотерапии родного города. В 1960 году он стал вице-президентом Трансваальской ассоциации работников образования.
Позднее он был приглашен в Стэнфорд в качестве доцента психологии, но затем вернулся в университет Витватерсранда, где преподавал психиатрию в медицинской школе.
В 1966 году Арнольд Лазарус вернулся в Соединенные штаты, чтобы занять должность директора Института поведенческой терапии в Саусалито, Калифорния. В этом же году он, вместе с Джозефом Вольпе, опубликовал методику поведенческой терапии. в 1968 он перешел в медицинскую школу Университета Темпл в Филадельфии. В 1970 году был в Йельском Университете в качестве приглашенного профессора психологии, а также директора в клинического обучения в том же Университете.
Арнольд Лазарус был первым психотерапевтом, использовавшим метод десенсибилизации при групповом лечении. Вместе с Арнольдом Абрамовичем он впервые использовал эмоциональные образы для лечения людей. Пытался выявить универсальный подход к лечению депрессии и алкоголизма.
В 1971 году Лазарус выпустил книгу «Поведенческая терапия и за ее пределами». Она заложила основы для того, что позднее стало известно как «когнитивно-поведенческая терапия».
За свою жизнь Лазарус был членом редколлегий многих специализированных журналов.